# 東大路通

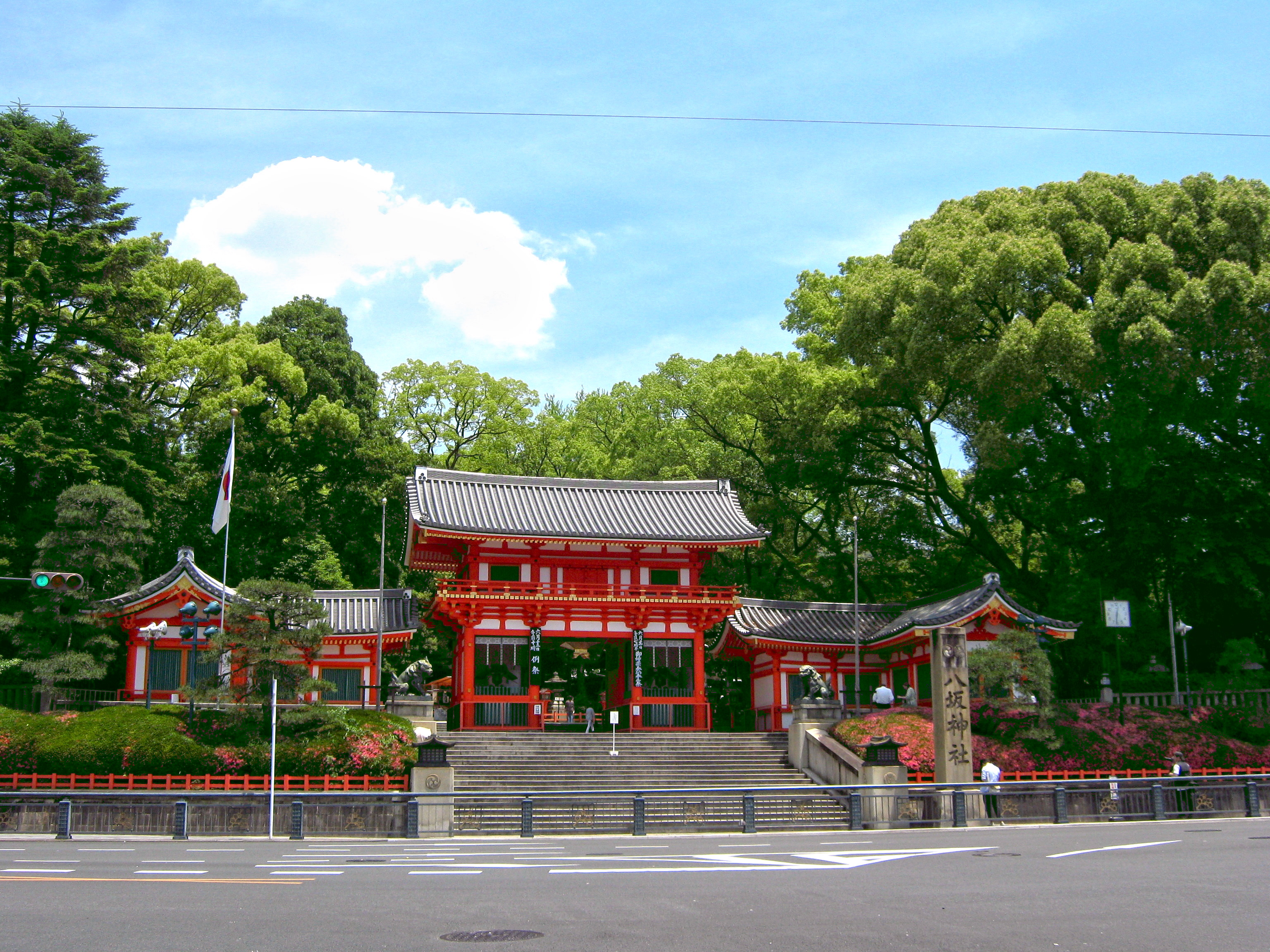
位於東大路通和四条通處祇園的八坂神社

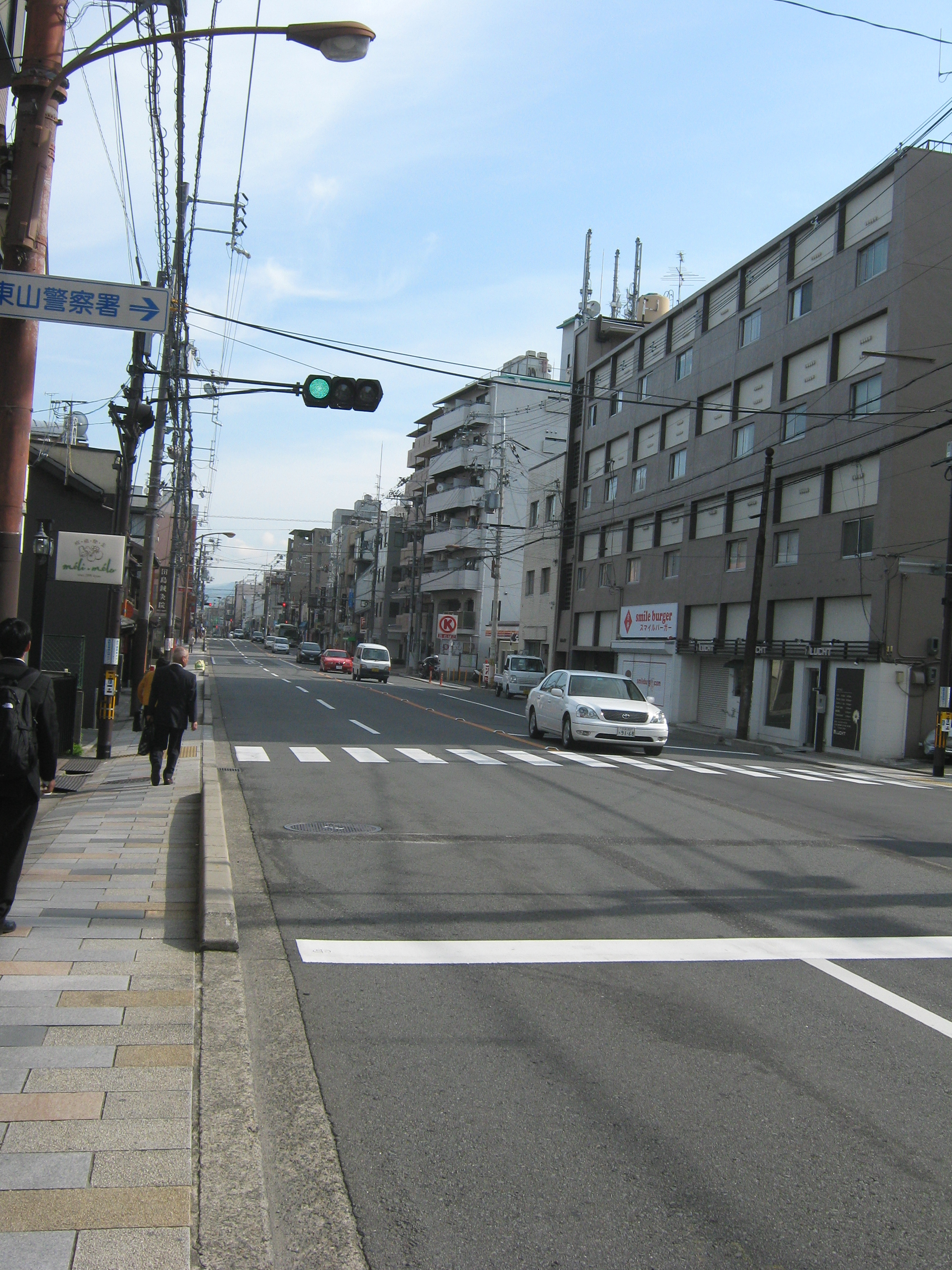
東大路通、東山區役所附近、東山區

東大路通是日本京都市內主要南北道路之一。 取代了位在平安京東邊、原為東京極大路的寺町通，被視為位在鬧區東邊的南北幹道。
舊名為東山通，在現在仍然通用，部份十字路口名、公車站名等等用的是從市電時代開始的「東山〇〇」。
此外在京都市內除了東大路通以外，被稱為「大路」的還有北大路通、西大路通、葛野大路通等重要幹道，全部都是近代之後設置的，於明治時代前並不存在。
東大路通往止於北山通，往南則向西彎連結九条通，接點為東福寺。
從明治末期到大正初期的期間由於京都市三大事業，東大路通僅為丸太町通到七条通為止，後來因大正 - 昭和初期的城市規劃，向北延長至北大路通、向南則延長至九条通，從和北大路通的交差口往南至東福寺曾鋪設了京都市電的東山線軌道。
以清水道、祇園為中心一帶，一到觀光季節東大路通會發生相當嚴重的交通堵塞。
雖然是連結京都車站和主要觀光地的公車的主要道路，由於塞車的原因常常會發生誤點。
在這幾年，於秋天的觀光季節，會施行為了減輕堵塞的措施。

## 沿途主要設施
從北開始。「東入」「西入」代表需進入交叉路口，並未和東大路通相接。
- 修學院車站 - 北山通東入
- 元田中車站 - 田中里之前十字路口（御蔭通）北方
- 京都市左京保健所 - 百萬遍十字路口（今出川通）北方
- 京都情报大学院大学 - 同上
- 百萬遍十字路口（今出川通）
- 京都大學 - 從百萬遍至熊野神社交差点（丸太町通）附近
- 京都大學醫學部附屬醫院 - 近衛通至春日北通
- 東山車站 - 東山三条十字路口（三条通）東入
- 知恩院 - 華頂道
- 八坂神社 - 祇園十字路口（四条通）東面
- 祇園 - 四条通東山西入一帶
- 清水寺 - 清水道或五条坂東入
- 大谷本廟 - 五条坂東入
- 六波羅蜜寺 - 六波羅通西入
- 東山區役所
- 東山消防署
- 智積院 - 東山七条東面
- 京都國立博物館 - 東山七条西北方
- 東福寺 - 東福寺十字路口東南方

## 註解
1. 日本的道路名稱一般以「通り」作為結尾，但在京都市則只有「通」。雖然在路標上是例外採用「通り」的寫法，但在印刷資料上則極為罕見。參閱京都通り名（日語）

## 外部連結
東大路通内容概要 （页面存档备份，存于）（日語）
| 京都市内的南北向道路                                                        | 京都市内的南北向道路 | 京都市内的南北向道路                                                  |
| --------------------------------------------------------------------------- | -------------------- | --------------------------------------------------------------------- |
| 西側相鄰道路： 大原道、鞠小路通、西寺町通、新高倉通、花見小路通、大和大路通 | 北至： 北山通        | 東側相鄰道路： 白川通、高原通、吉田東通、櫻馬場通、古川町通、下河原通 |
| 西側相鄰道路： 大原道、鞠小路通、西寺町通、新高倉通、花見小路通、大和大路通 | 東大路通             | 東側相鄰道路： 白川通、高原通、吉田東通、櫻馬場通、古川町通、下河原通 |
| 西側相鄰道路： 大原道、鞠小路通、西寺町通、新高倉通、花見小路通、大和大路通 | 南至： 九条通        | 東側相鄰道路： 白川通、高原通、吉田東通、櫻馬場通、古川町通、下河原通 |